# Betsy Markey
Elizabeth Helen Markey, detta Betsy (Cresskill, 27 aprile 1956), è una politica statunitense, deputata per lo stato del Colorado alla Camera dei Rappresentanti dal 2009 al 2011.
Negli anni ottanta ha collaborato come consulente del Dipartimento del Tesoro e del Dipartimento di Stato, sotto l'amministrazione Reagan.